# James Holden
Pour les articles homonymes, voir Holden.
James Holden, né le 7 juin 1979 à Exeter dans le Devon en Angleterre, est un DJ et compositeur de musique électronique. Il est également producteur, étant à la tête du label indépendant Border Community. Outre ses travaux en solo, il a également collaboré à des projets collectifs comme Holden & Thompson, Mainline, Ogenki Clinic ou Slide Productions.

## Carrière

### Débuts dans la trance
James Holden débute la musique dès l'enfance, son père lui enseignant la pratique du piano et du violon. Étudiant, il est reçu à Oxford pour y suivre un cursus en mathématiques, mais préfère se tourner vers une carrière d'artiste. À 19 ans il sort son premier single Horizons, enregistré avec un simple freeware et qui lui vaut d'être immédiatement remarqué dans le milieu des clubs anglais et de la trance. L'intérêt porté par les labels le conduit à signer différents remixes (notamment pour Timo Maas et New Order) et morceaux originaux au cours des années suivantes, allant jusqu'à coproduire l'album Airdrawndagger de Sasha en 2002.
Durant cette période, Holden multiplie les alias et les collaborations : Ariane et Pulse State seul, Slide Productions puis Mainline avec Hywel Dunn-Davies et Duncan Ellis, Ogenki Clinic avec son ami Gwill Morris. Il publie également un premier mix, Fear of a Silver Planet en 2001, en grande partie composé à partir de morceaux qu'il a lui-même écrits ou coécrits.

### Lancement de Border Community
En 2003, Holden fonde le label Border Community, qu'il inaugure avec l'EP A Break in the Clouds. Le son s'écarte de la trance, et prend des allures plus complexes et moins linéaires qui marquent sa nouvelle signature. Ce changement d'orientation lui vaut l'attention de l'Allemagne, plus particulièrement des scènes minimale de Cologne et Berlin avec lesquelles il se découvre des affinités. Border Community, créé au départ pour gagner en liberté de création et offrir un tremplin à ses amis les plus talentueux, devient vite un label très influent de la scène électro. Il participe notamment à lancer les carrières de Nathan Fake, Fairmont et Luke Abbott.
Confiant dans ses inspirations, Holden s'associe avec Julie Thompson pour les EPs Nothing puis Come to Me, et enregistre en parallèle pour le compte du label EQ Recordings le cinquième opus de la série de mixes Balance, qui attirera par la suite de nombreux grands noms tels que Magda, Agoria ou encore Danny Tenaglia. Durant cette période il continue de beaucoup remixer, avec notamment les refontes de Safari d'André Kraml, qui figurera sur l'album mixé Body Language Vol. 1 de M.A.N.D.Y., de The sky was pink de Nathan Fake et même de Breathe on Me de Britney Spears, une version dont il est très fier mais qui lui sera refusé à son grand regret.

### The Idiots are Winning
Fin 2006, après une nouvelle série de remixes, cette fois entre autres pour Depeche Mode (The Darkest Star) et Madonna (Get Together), et le mix At The Controls pour le compte du label Resist Music, Holden sort son premier album The Idiots are Winning. Inspiré par la série satirique anglaise Nathan Barley (en) qui brocarde le mouvement hipster, il y affirme un style devenu très personnel, complexe et minutieux, qui vaudra au disque une large reconnaissance,. The Guardian va jusqu'à y voir « les plus impressionnants débuts dans la musique électronique depuis le Music Has the Right to Children de Boards Of Canada ».
Le rythme de ses remixes se ralentit alors, même s'il signe encore des réalisations pour Kieran Hebden et Steve Reid en 2007 (The Sun Never Sets), et l'année suivante pour Radiohead (Reckoner) puis Mercury Rev (Senses on Fire). Sa renommée nouvelle, associée à celle de Border Community et notamment de son ami Nathan Fake, le pousse à multiplier les apparitions sur scène, en festivals ou dans les clubs, ainsi qu'à se consacrer à faire tourner son label, en écoutant notamment la quantité grandissante de démos lui parvenant.

### Ouverture à la scène live
Il revient en 2010 pour la série de mixes DJ-Kicks du label Studio !K7, pour laquelle il écrit le morceau Triangle Folds, sa première composition personnelle depuis six ans. Quelques jours plus tard sort le mix Podcast 145 pour le compte du webzine XLR8R. Ces deux DJ sets illustrent non seulement la volonté de Holden de diffuser les productions des artistes de son label, mais surtout sa touche si particulière, qui mélange les genres, les époques, et transforme en hymnes dance des morceaux pas forcément initialement prévus pour. Une recette qu'il applique également la même année sur des remixes de Caribou (Bowls) et Mogwai (The Sun Smells Too Loud).
L'esprit libre qui anime ses sets et ses productions le conduit progressivement à se rapprocher de la scène live. En 2011, Dan Snaith de Caribou le convie à son supergroupe Caribou Vibration Ensemble aux côtés notamment de Four Tet, mais Thom Yorke, chanteur de Radiohead, le convainc de créer son propre projet live, avec en perspective une tournée prévue à l'automne 2013 aux côtés de Atoms For Peace, le propre supergroupe de Yorke. Holden s'associe alors à Tom Page, le batteur du duo d'improvisation RocketNumberNine, et lance l'écriture de The Inheritors.

### The Inheritors
The Inheritors, sorti en juin 2013 et accompagné des singles Renata, Gone Feral, The Illuminations et Circle Of Fifths, marque un virage important dans le style développé par Holden. Sur scène comme en studio, il opère face au batteur, sur une installation portative beaucoup plus réduite qu'elle a pu l'être,. Holden se dit très satisfait de cette nouvelle direction : jouer lui-même devant son public donne selon lui « plus de sens à ce qu'il fait », et lui semble une réaction saine contre ce qu'il appelle la « musique fonctionnelle ». Il avoue cependant regretter d'avoir mis si longtemps à sortir un nouvel album, car il commençait à sentir s'éloigner son public, encore habitué à ses précédentes productions.
Musicalement, The Inheritors, du nom du roman Les Héritiers de William Golding, ajoute des sonorités venues du krautrock et des rythmes du Mali aux mélodies glitch et psychédéliques devenues communes à l'artiste,. Holden explique s'être inspiré d'une étude du département de physiques de Harvard pour programmer son logiciel Ableton Live de manière à le caler sur les erreurs ou imprécisions de son batteur, et ainsi donner de la vie à ses synthétiseurs, désormais modulaires. Sur scène, le duo joue souvent avec le saxophoniste Étienne Jaumet du groupe français Zombie Zombie, dont les improvisations augmentent encore la sensation d'un spectacle vivant.

### Nouvelles inspirations
L'expérience The Inheritors pousse Holden à délaisser progressivement les clubs et à se consacrer pleinement au live. Le festival belge Sonic City lui confie l'organisation de son édition 2014, qui réunira notamment Neneh Cherry, Gold Panda, Zombie Zombie en plus de Holden lui-même et de ses complices Nathan Fake et Luke Abbott. La même année, il est invité par l'hôtel Fellah de Marrakech à jouer aux côtés de Maleem Mahmoud Ghania, un pilier du gnawa, l'une des musiques traditionnelles au Maroc. L'expérience aboutira à une collaboration entre les deux hommes, rejoints par Floating Points pour l'occasion, l'EP Marhaba.
Son dernier projet Outdoor Museum of Fractals consiste en une longue pièce hypnotique de 45 minutes, hommage au pionnier de la musique minimaliste Terry Riley qu'il a composé pour Hello Terry Riley, un festival organisé conjointement par le Barbican Centre de Londres (pour lequel il avait déjà mis en musique une conférence de Marcus du Sautoy) et le Muziekgebouw d'Amsterdam. Holden l'a conçu à partir de séquenceurs qu'il a lui-même programmés pour laisser une grande part au hasard et à la « théorie du chaos ». Il joue sur scène accompagné de Camilo Tirado à la tabla, en dernier concert d'une soirée qui offre également des performances de Luke Abbott et Koreless (en).

## Influences
James Holden cite volontiers comme première inspiration le monde du clubbing, l'idée de se retrouver la nuit ensemble, « désinhibés, tous tournés vers un même rituel ». Symbole de cet univers qui revient souvent dans sa bouche, le morceau End of Time de The Black Dog,.
Mais son sens de l'expérimentation le pousse continuellement vers des expériences nouvelles. Parmi ses nombreuses et diverses inspirations, il évoque ainsi le krautrock (en particulier les groupes Harmonia et Cluster), le compositeur minimaliste Terry Riley, à qui il rend hommage dans Outdoor Museum of Fractals, le trompettiste jazz Don Cherry (père de Neneh Cherry), le pianiste jazz Sun Ra, la musique malienne, le Shaabi (en) égyptien, l'album Chill Out du combo acid house The KLF, le saxophoniste jazz Pharoah Sanders, ou plus récemment le multi-instrumentiste Ariel Pink. Holden reconnaît également s'inspirer de ses amis Caribou, Four Tet, Gold Panda, Nathan Fake et Luke Abbott.

## Discographie

### Albums studio
- 2006 : The Idiots Are Winning (Border Community)
- 2013 : The Inheritors (Border Community)
- 2016 : Outdoor Museum Of Fractals / 555Hz (crédité James Holden & Camilo Tirado / Luke Abbott) (Border Community)
- 2017 : The Animal Spirits (crédité James Holden & The Animal Spririts) (Border Community)
- 2018 : A Cambodian Spring OST (Bande Originale du Film) (Border Community)
- 2023 : Imagine This is a High Dimensional Space of All Possibilities (Border Community)
- 2025 : The Universe Will Take Care of You (crédité James Holden & Wacław Zimpel) (Border Community)

### Mixes
- septembre 2001 : Fear Of A Silver Planet - Silver Planet (en)
- octobre 2003 : Balance 005 - EQ Recordings
- mars 2006 : At The Controls - Resist Music
- mai 2010 : DJ-Kicks - Studio !K7
- juin 2010 : Podcast 145 - XLR8R
- juin 2013 : RA.367 - Resident Advisor

### Singles et EPs
- novembre 2000 : Horizons / Pacific - Silver Planet (en)
- septembre 2001 : One For You - Silver Planet
- mars 2002 : Solstice - Silver Planet
- mai 2002 : Kaern Turned (avec Ben Pound) - Easy Access records
- janvier 2003 : Nothing (avec Julie Thompson) - Loaded Records (en)
- juillet 2003 : A Break In The Clouds - Border Community
- octobre 2004 : Come To Me (avec Julie Thompson) - Loaded records
- mai 2010 : Triangle Folds - Studio !K7
- avril 2013 : Gone Feral - Border Community
- juin 2013 : Renata - Border Community
- août 2013 : The Illuminations - Border Community
- novembre 2013 : Circle Of Fifths - Border Community
- avril 2015 : Marhaba (avec Maleem Mahmoud Ghania et Floating Points) - Border Community
- septembre 2018 : Three Live Takes (avec Maalem Houssam Guinia) - Border Community
- mars 2020 : Long Weekend EP (avec Wacław Zimpel) - Border Community